# Borlachturm

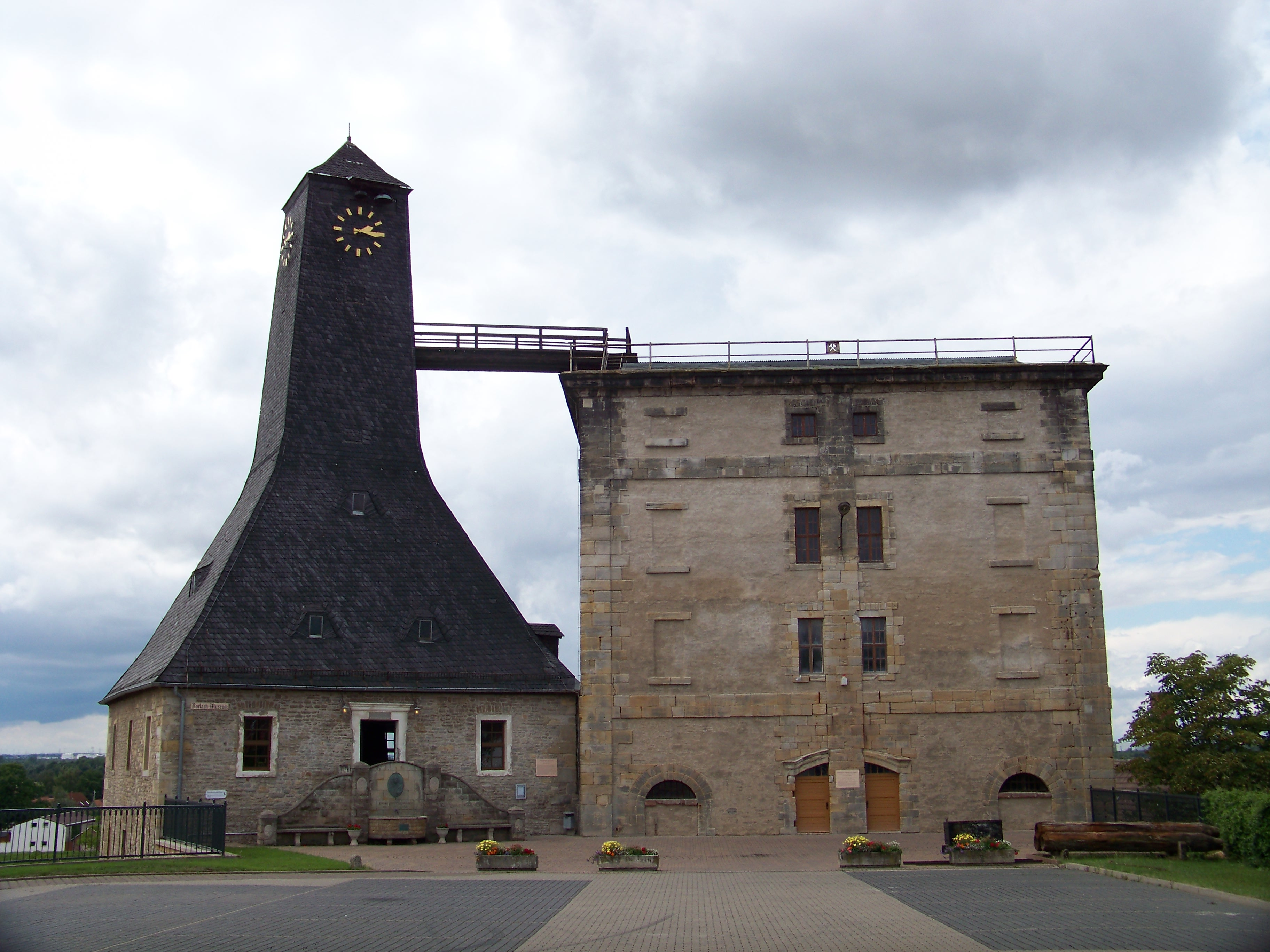
Borlachturm (links)

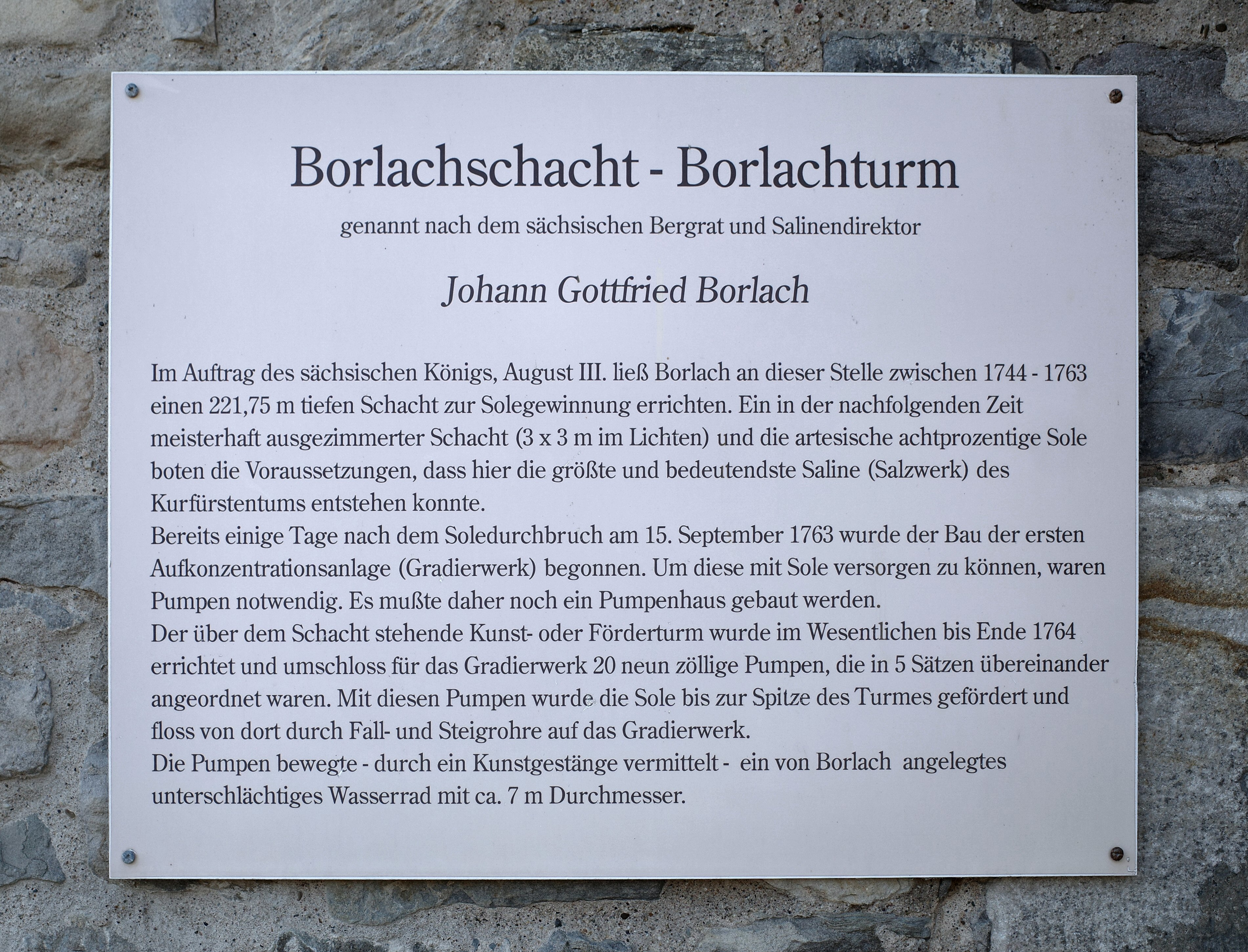
Informationstafel am Turm

Der Bad Dürrenberger Borlachturm ist ein Bauwerk in Bad Dürrenberg und enthält heute das Borlachmuseum zur Geschichte des Salzes in der Region. Er ist nach dem kurfürstlich-sächsischen Bergrat Johann Gottfried Borlach benannt, der mit dem Bau des Förderturms die Gewinnung der Sole aus 223 Metern Tiefe erst ermöglichte. Der Borlachturm befindet sich in unmittelbarer Nähe des Gradierwerks. Durch seine Lage oberhalb der Saale prägt er das Stadtbild wesentlich mit. Auch das Wappen der Stadt zeigt den Borlachturm. 
In den Naumburger Ortsteil Bad Kösen gibt es ebenfalls einen Borlachturm. Dieser wird ebenso wie der Bad Dürrenberger zur Gewinnung der Sole genutzt. 
Das Borlachmuseum im Turm würdigt die Leistungen von Borlach und dokumentiert die Geschichte der Salzgewinnung, die Verarbeitung der Bad Dürrenberger Sole zu Siedespeisesalz und die Entwicklung Bad Dürrenbergs zum Badeort. Im Museum werden alte Werkzeuge wie Salzkrücken, Siedekörbe, Salzschaufeln und  Modelle der alten Wasserkunst ausgestellt.